# غونار اسموسين
غونار اسموسين (بالدنماركية: Gunnar Asmussen)‏ هو دراج دنماركي، ولد في 10 مايو 1944 في آرهوس في الدنمارك.

## وصلات خارجية
- غونار اسموسين على موقع أرشيف الدراجات (الإنجليزية)
- غونار اسموسين على موقع أوليمبيديا (الإنجليزية)